# Ramnagar (Mandla)
Ramnagar és una petita població al districte de Mandla a Madhya Pradesh a uns 15 km a l'est de Mandla a 22° 36′ N, 80° 33′ E / 22.600°N,80.550°E a la vora del riu Narmada.

## Història
Pertanyia als rages gonds de Garha però la captura de Chauragarh pels bundeles, i l'expansió de l'Imperi Mogol i del regne gond de Deogarh va aconsellar als rages de Garha escollir una nova capital més retirada que Garha o Chauragarh i el 1663, Hirde Sah, el 54tè sobirà, es va establir a Ramnagar, que va romandre seu del govern durant 8 regnats fins que Narendra Shah la va traslladar a Mandla. En aquest temps Ramnagar fou una ciutat gran i important que teia centre a un baoni que avui està situar a uns 6 km a l'est del palau. Les ruïnes són força extenses destacant les del palau construït per Bhagwant Rao, primer ministre d'Hirde Sah, de cinc pisos d'altura; aquesta altura obstruïa la visió des del rei i aquest va ordenar que les muralles del palau del seu ministre fossin abaixades. Proper hi havia un temple que portava una inscripció on es recorda el noms dels reis gonds per tretze segles entre el segle IV i el XVII.